# Invasione abbaside dell'Asia Minore (782)
L'invasione abbaside dell'Asia Minore del 782 fu una delle operazioni più imponenti sferrate dal Califfato abbaside di Hārūn al-Rashīd contro l'Impero bizantino della basilissa Irene d'Atene. L'invasione fu sferrata per dimostrare la superiorità abbaside sull'Impero bizantino in seguito a una serie di successi bizantini. Comandati dall'erede abbaside, il futuro Hārūn al-Rashīd, l'esercito abbaside si spinse fino a Crisopoli, separata dal Bosforo dalla capitale bizantina, Costantinopoli, mentre forze secondarie saccheggiarono l'Asia Minore occidentale e sconfissero le forze bizantine a difesa della regione. Poiché Harun non intendeva assaltare Costantinopoli e del resto gli mancavano le navi per poterlo fare, tornò indietro.
I Bizantini, che nel frattempo avevano neutralizzato il distaccamento lasciato per assicurare la ritirata dell'esercito abbaside in Frigia, furono in grado di intrappolare l'esercito di Harun in mezzo alle loro forze convergenti. La defezione del generale armeno Tatzates, tuttavia, consentì ad Harun di avere la meglio. Il principe abbaside aprì le negoziazioni per una tregua e trattenne gli inviati bizantini di alto rango, tra cui il primo ministro dell'imperatrice, Staurakios. Ciò costrinse Irene ad accettare una tregua di tre anni e di versare un pesante tributo annuale agli Arabi. Irene successivamente concentrò le sue attenzioni sui Balcani, ma la guerra con gli Arabi riprese nel 786, fino a quando la crescente pressione araba portò a un'altra tregua nel 798, dalle condizioni simili a quelle della tregua del 782.

## Contesto storico
Approfittando delle difficoltà interne del Califfato umayyade che furono cagione delle guerre civili degli anni 740 e della rivoluzione abbaside, i Bizantini sotto l'Imperatore Costantino V (r. 741–775) furono in grado di riprendere l'iniziativa e a condurre di nuovo campagne offensive in territorio arabo, applicando una strategia aggressiva. In seguito al consolidamento graduale del regime abbaside nel corso degli anni 760 e 770, la situazione divenne più equilibrata: gli Arabi ripresero le loro incursioni a larga scala in Asia Minore, anche se i Bizantini erano ancora in grado di sferrare importanti controffensive. Pertanto nel 778, i Bizantini, sotto Michele Lacanodracone, espugnarono la città di Germanikeia (Ma'rash), impadronendosi di una grande quantità di bottino e di prigionieri siriaci, riuscendo inoltre a sconfiggere un'armata inviata contro di loro dal generale abbaside Thumama ibn al-Walid. Nell'anno successivo, i Bizantini si impadronirono e rasero al suolo la fortezza di Hadath, costringendo il Califfo al-Mahdi (r. 775–785) a sostituire il passivo Thumama con il veterano al-Hasan ibn Qahtaba. Hasan condusse oltre 30 000 truppe in un'invasione del territorio bizantino, ma i Bizantini non opposero resistenze e si ritirarono nei forti e nei rifugi ben fortificati, fino a che la mancanza di provviste costrinse Hasan a ritornare in territorio arabo senza aver ottenuto grandi risultati.
In risposta a questi successi bizantini, il Califfo al-Mahdi decise di condurre di persona l'esercito. Il 12 marzo 780, Mahdi partì da Baghdad e, passando per Aleppo, marciò fino a Hadath, che rifortificò. Avanzo poi fino ad Arabisso, dove lasciò l'esercito e ritornò a Baghdad. Affidò metà dell'esercito all'erede al trono Harun—meglio noto per il suo laqab, o nome di regno, al-Rashid—, che saccheggiò il Thema degli Armeniaci e si impadronì della piccola fortezza di Semaluos. Thumama, a cui era stata affidata l'altra metà dell'esercito, penetrò in profondità in Asia Minore. Marciò ad occidente fino a raggiungere il Thema di Tracia, ma fu quivi pesantemente sconfitto da Lacanodracone. Nel giugno 781, allorché la forza di invasione araba fu radunata a Hadath sotto Abd al-Kabir, discendente del Califfo Umar (r. 634–644), e di nuovo preparato a lanciare la loro incursione annuale, l'Imperatrice Irene chiamò le armate tematiche dell'Asia Minore e le affidò al comando del  sakellarios eunuco Giovanni. I Musulmani invasero la Cappadocia bizantina passando per il Passo di Hadath, e si scontrarono nei pressi di Cesarea con le forze combinate bizantine sotto Lacanodracone. La battaglia risultante risultò in una costosa sconfitta araba, che costrinse Abd al-Kabir ad abbandonare la campagna e ritirarsi in Siria.
Questa sconfitta fece infuriare il Califfo, che allestì una nuova spedizione, per dimostrare la superiorità del Califfato sull'Impero bizantino; fu allestito l'esercito più grande mai inviato contro Bisanzio nella seconda metà dell'VIII secolo: si narra che comprendesse 95 793 soldati, circa il doppio del totale degli effettivi bizantini presenti in Asia Minore, e che costasse allo stato abbaside all'incirca 1,6 milioni di nomismata, l'equivalente del gettito fiscale annuale dell'intero Impero bizantino. Harun era il comandante nominale della spedizione, ma il Califfo si assicurò personalmente che fosse coadiuvato da ufficiali di grande esperienza.

## Campagna
Il 9 febbraio 782, Harun partì da Baghdad; gli Arabi attraversarono i Monti Tauro passando per le Porte Cilicie, ed espugnarono rapidamente la fortezza di frontiera di Magida. Essi avanzarono lungo le vie lineari che percorrevano l'altopiano invadendo la Frigia. Quivi, Harun lasciò il suo luogotenente, il hadjib al-Rabi' ibn Yunus, ad assediare Nakoleia e sorvegliare la sua retroguardia, mentre un'altra armata, si narra di 30 000 soldati, condotta da al-Barmaki (un non specificato membro della potente famiglia dei Barmecidi, probabilmente Yahya ibn Khalid), fu inviato a devastare le prospere coste occidentali dell'Asia Minore. Harun stesso, con il grosso dell'esercito, avanzò fino al Thema Opsiciano. L'Imperatrice Irene fece armare l'esercito e pose al comando di esso il suo primo ministro, Staurakios e lo inviò a fermare l'invasione abbaside. I resoconti degli avvenimenti successivi nelle fonti primarie (Teofane Confessore, Michele il Siro, e al-Tabari) differiscono nei dettagli, ma il corso generale della campagna può essere ricostruito.
Secondo Warren Treadgold, la resistenza bizantina alla spedizione araba sembra essere stata condotta dal principale ministro di Irene, l'eunuco Staurakios, la cui strategia era evitare un immediato scontro con l'immenso esercito di Harun, ma attendere finché non si fosse diviso e avanzare per scontrarsi con i suoi vari distaccamenti uno alla volta. I Tracesiani sotto Lacanodracone si scontrarono con al-Barmaki in un luogo chiamato Darenos, ma furono sconfitti subendo perdite pesanti (15 000 uomini secondo Teofane, 10 000 secondo Michele Siro). L'esito dell'assedio di Nakoleia ad opera di al-Rabi non è chiaro, ma probabilmente fallì; il modo in cui Teofane formula la frase potrebbe implicare che la città fu presa, ma Michele Siro riporta che gli Arabi soffrirono pesanti perdite e fallirono nell'espugnarla, una versione degli eventi confermata da fonti agiografiche. Al-Tabari narra che parte dell'esercito principale sotto Yazid ibn Mazyad al-Shaybani si scontrò con un'armata bizantina condotta da un certo Niceta che era "conte dei conti" (forse il Conte del Thema Opsiciano), probabilmente nei pressi di Nicea. Nella battaglia risultante, Niceta fu disarcionato in un combattimento singolo con il generale arabo e costretto a ritirarsi, probabilmente a Nicomedia, dove i tagmata militari (reggimenti di guardia professionali) sotto il Domestico delle Scholae Antonio erano assemblate. Harun decise di evitare il confronto con essi, e avanzò fino alla città di Chrysopolis, separata da Costantinopoli dal solo stretto del Bosforo. Mancandogli delle navi per attraversare il Bosforo, e del resto non avendo alcuna intenzione di assaltare Costantinopoli, Harun probabilmente intendeva compiere questa avanzata solo come prova di superiorità militare del Califfato.
Inoltre, malgrado fosse avanzato così vicino a Costantinopoli, la posizione di Harun era precaria, in quanto la sconfitta di al-Rabi minacciava le sue linee di comunicazione con il Califfato. Conseguentemente, dopo aver saccheggiato i sobborghi asiatici della capitale bizantina, Harun ordinò la ritirata, ma durante la sua marcia lungo la valle del fiume Sangario, a est di Nicea, fu circondato dalle forze dei tagmata condotte da Antonio nella sua retroguardia e dei Bucellari sotto il loro generale Tatzates davanti. Per sua fortuna, a questo punto Tatzates, un principe armeno che aveva defezionato ai Bizantini nel 760 ed era strettamente associato al regime iconoclasta di Costantino V, condusse proditorie negoziazioni segrete con gli Arabi. Tatzates offrì ad Harun di salvarsi dal disastro in cambio del perdono e di un ritorno sicuro per sé e per la sua famiglia nella sua nativa Armenia. Teofane spiega le azioni di Tatzates come dovute all'ostilità nei confronti del favorito di Irene, Staurakios, ma questo evidentemente maschera una disaffezione più stretta nei confronti del regime di Irene. Come scrive Ralph-Johannes Lilie, "Tatzates non vedeva nessuna grande opportunità per sé stesso sotto il nuovo regime e infatti sfruttò la buona opportunità che la situazione gli offrì."
Pertanto, quando Harun aprì le negoziazioni, Irene inviò una delegazione di tre dei suoi ufficiali più importanti: il Domestico Antonio, il magistros Pietro, e Staurakios stesso. Confidenti della loro posizione militare, essi neglessero di assicurarsi promesse per la propria sicurezza o ostaggi, e così quando arrivarono all'accampamento arabo, essi furono fatti prigionieri. A causa di ciò, a cui si aggiunse il tradimento di Tatzates e l'inaffidabilità delle truppe sotto il suo comando, Irene fu così costretta a negoziare per la loro liberazione, non potendo rinunciare soprattutto del suo più fidato ministro Staurakios.
I due stati conclusero una tregua di tre anni in cambio di un pesante tributo annuale—le fonti arabe menzionano cifre tra le 70 000 e le 100 000 nomismata d'oro, mentre una di esse aggiunge 10 000 pezzi di seta. Il resoconto di Tabari riporta che il tributo ammontasse a "novantamila o settantamila dinar",  da pagare "all'inizio di aprile e giugno ogni anno". Inoltre, i Bizantini furono costretti a fornire provviste e guide all'esercito di Harun durante la sua marcia di ritorno al califfato, e a consegnare la moglie e le proprietà di Tatzates. Harun liberò tutti i prigionieri (5 643 secondo Tabari), ma mantenne per sé il ricco bottino che aveva accumulato, e ritornò nel Califfato nel settembre 782. Tabari, nel suo resoconto della spedizione, narra che le armate di Harun ottennero un bottino di 194 450 dinar in oro e di 21 414 800 dirham in argento, uccisero 54 000 Bizantini nelle battaglie e ne catturarono 2 090, inoltre catturarono anche 20 000 animali da soma mentre massacravano 100 000 animali tra bestiame e pecore. Tabari narra anche che la quantità di bottino era tale che "un cavallo da lavoro fu venduto per un dirham e un mulo per meno di dieci dirham, una cotta di maglia per meno di un dirham, e venti spade per un dirham"—in un tempo in cui una cifra tra uno e due dirham era l'usuale salario giornaliero di un lavoratore o di un soldato.

## Conseguenze
La vittoriosa invasione araba ebbe importanti ripercussioni per Bisanzio. L'esito rappresentò un pesante colpo al prestigio dell'Imperatrice Irene, mentre Tatzates, un comandante capace e veterano, defezionò agli Arabi diventando il re della sua nativa Armenia per conto degli Abbasidi. Dall'altra parte, nonostante l'umiliante trattato di pace, le perdite per Bisanzio non risultarono eccessive, specialmente considerando la scala dell'attacco arabo, e Irene sfruttò i tre anni di tregua per rafforzare la propria situazione interna: sembra di aver dismesso molta della "vecchia guardia" dei generali di Costantino V, tra cui spiccava l'iconoclasta fanatico Michele Lacanodracone, la vittima più prominente di questa purga. In questo modo, Irene si assicurò il controllo dell'esercito, assicurandosi che fosse comandato da generali di cui si potesse fidare, e fu in grado di riconcentrare i propri tentativi nell'espandere e consolidare il controllo bizantino sugli Slavi dei Balcani.
Nonostante la tregua, il cronista Ibn Wadih menziona incursioni arabe in Asia Minore per gli anni 783, 784 e 785. Se tali notizie sono veritiere, queste incursioni probabilmente furono minori, in quanto le fonti principali concordano che la tregua fu mutualmente rispettata fino alla primavera 785. In quell'anno, avendo Irene rinforzato il proprio controllo sull'esercito ed era in procinto di confrontarsi con gli iconoclasti sul fronte domestico, decise di cessare il pagamento del tributo, e le ostilità ripresero. All'inizio del 786, i Bizantini conseguirono un importante successo, saccheggiando e radendo al suolo la fortezza di Hadath in Cilicia, che gli Abbasidi avevano passato gli ultimi cinque anni nel renderla un'importante fortezza e base militare per le loro incursioni in territorio bizantino. In seguito all'ascesa di Harun al-Rashid al trono califfale nello stesso anno, tuttavia, gli Abbasidi ripresero l'iniziativa. La pressione araba aumentò, e nel 798 Irene fu costretta a negoziare un trattato di pace alle stesse condizioni della tregua del 782.